# Zagrodniki (Rączna)
Zagrodniki – część wsi Rączna w Polsce, położona w województwie małopolskim, w powiecie krakowskim, w gminie Liszki.
W latach 1975–1998 Zagrodniki administracyjnie należały do województwa krakowskiego.